# کلیلیا دوئل موشر
کلیلیا دوئل موشر (به انگلیسی: Clelia Duel Mosher) (زادهٔ ۱۶ دسامبر ۱۸۶۳-درگذشتهٔ ۲۱ دسامبر ۱۹۴۰ میلادی) یک پزشک و مأمور بهداشت و یکی از حامیان بهداشت زنان بود که به رد کلیشه‌ها و پیش داوری‌های مربوط به دورهٔ ویکتوریایی که زنان را ناتوان می‌شمرد می‌پرداخت.

## تحصیلات

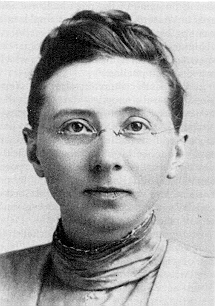
کلیلیا دوئل موشر در سال ۱۸۹۲

وی به کالج ولزلی و پس از آن به دانشگاه ویسکانسین-مدیسن و سپس به دانشگاه استنفورد رفت. وی مدرک کارشناسی خود را در رشتهٔجانورشناسی و در سال ۱۸۹۳ دریافت کرد. در سال ۱۸۹۴ او مدرک کارشناسی ارشد خود را از دانشگاه استنفورد دریافت نمود. در سال ۱۸۹۶ موشر به عنوان دانشجو به دانشکده پزشکی جانز هاپکینز رفت. پایان‌نامه موشر به رد نظریه‌ای که در آن زمان در جامعه به‌طور گسترده‌ای اعتقاد بر آن بود می‌پرداخت.این نظریه معتقد بود که زنان از نظر فیزیکی پایینتر از مردان قرار دارند به دلیل آنکه تنها از قفسه سینه تنفس می‌کنند و او نشان داد که دلیل این تفاوت تنها طراحی کرست‌هایی است که در آن زمان استفاده می‌شده و تنفس از دیافراگم را غیرممکن می‌کرده‌است. او متوجه شد که زنان با انجام ورزش و تمرین کافی می‌توانند از دیافراگم تنفس کنند.

## پیشه

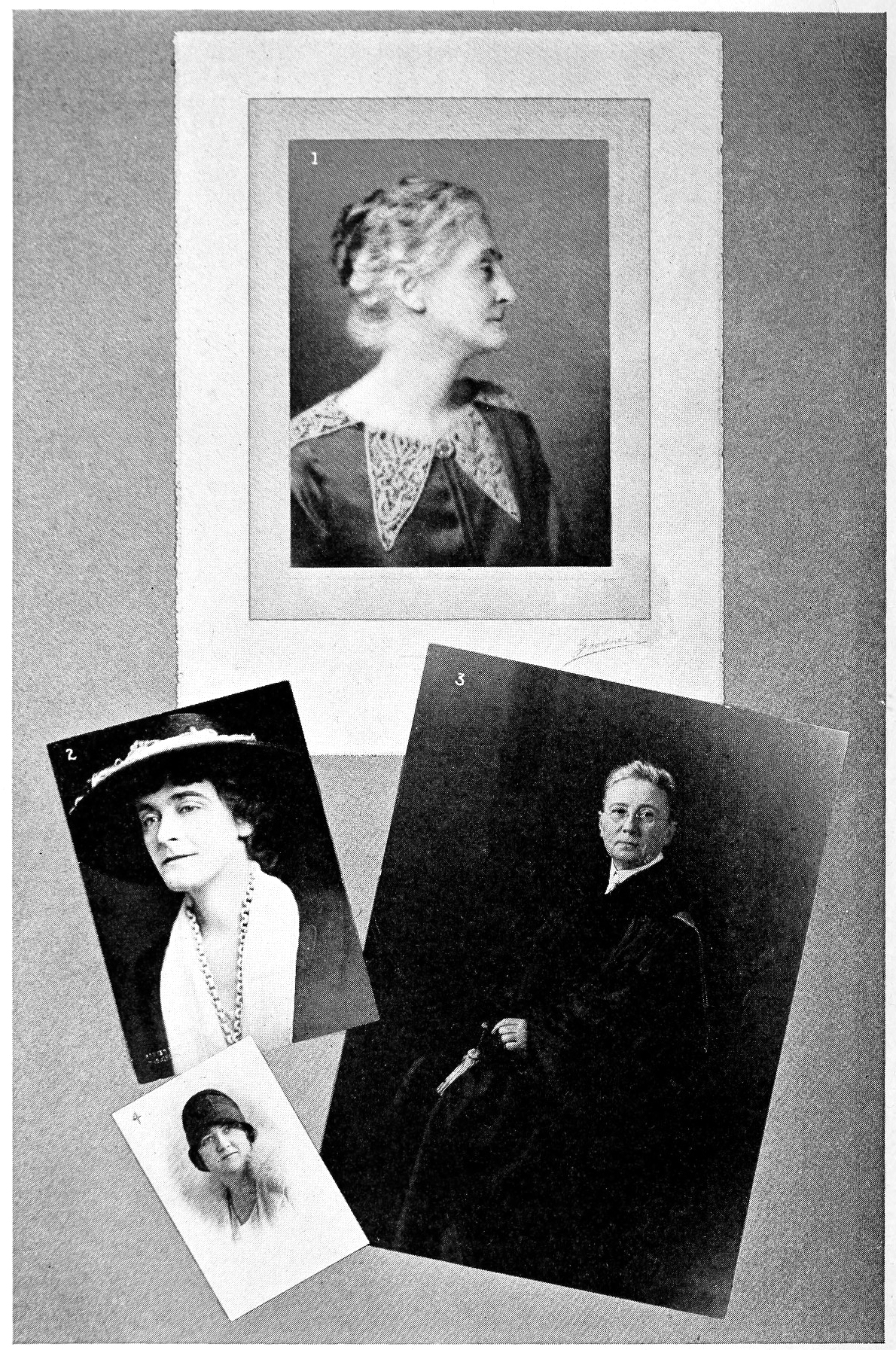
تعدادی از زنان برجسته کالیفرنیا و نوادا فانی براون پاتریک، آن جنینگز کلوگل، کلیلیا_جی_موشر، بی اف شاپل

پس از فارغ‌التحصیلی با عنوان دکترای پزشکی وی به‌طور خصوصی کار می‌کرد. تا اینکه در سال ۱۹۱۰ به عنوان استادیار بهداشت شخصی در استنفورد مشغول به کار شد. موشر متعاقباً به پژوهش دربارهٔ قاعدگی و جمع‌آوری اطلاعات از ۲۰۰۰ زن و بیش از ۱۲٬۰۰۰ چرخه قاعدگی پرداخت.او نشان داد که عادات غیربهداشتی موجب قاعدگی دردناک می‌شوند و تمرینات تنفسی موشر را ابداع کرد که این تمرینات او را به عنوان اولین پزشک آمریکایی که طرفدار تمرینات تقویتی-استقامت-تنه جهت کاهش درد ناشی از گرفتگی قاعدگی بود مطرح کرد.
شاخص‌ترین و مشهورترین کار موشر که پس از مرگش منتشر شد یک نظرسنجی پژوهشی مربوط به سال ۱۸۹۲ که در زمان تحصیل در دوره کارشناسی اش زمانی که برای سخنرانی ای با نام «رابطه زناشویی» بوده انجام داده‌است. این پژوهش پیش از رفتن به باشگاه مادران در دانشگاه ویسکانسین-مدیسن بوده‌است.وی این پژوهش را بعدها نیز ادامه می‌دهد. این مطالعه تنها پژوهش شناخته شده موجود دربارهٔ عادات جنسی زنانه دورهٔ ویکتوریا است و در ابتدا به دلیل رک بودن و دیدگاه‌های بسیار مثبت شرکت کنندگان آن و همچنین آمدن نامی از «غلاف نر» (که امروزه کاندوم خوانده می‌شود) و کلاهک پلاستیکی روی رحم (با نام امروزی سرویکال کپ شناخته میشود ) پیشگیری از بارداری در آن بسیار جنجال‌برانگیز بوده‌است. تمام این مطالعه و نتیجهٔ آن در تناقض با ادبیات و نویسه‌های تاریخی زمان خود که باور داشتند زنان هیچگونه میل جنسی ای ندارند و تمایل جنسی تنها باید جهت تولید مثل صورت بگیرد بود. یکی از نظریه‌ها این است که شخص پژوهش کننده زن بوده که از زنان اطلاعات جمع می‌کرده‌است و همچنین مخاطبان آن شنوندگان زن بوده و به همین دلیل داده‌های واقع گرایانه تری جمع‌آوری شده‌است و از دیدگاه‌های بسته زمان خود نتیجه بیطرفانه تر و صحیح تری داشته‌است.